# Heterocarpus longirostris
Heterocarpus longirostris är en kräftdjursart som beskrevs av MacGilchrist 1905. Heterocarpus longirostris ingår i släktet Heterocarpus och familjen Pandalidae. Inga underarter finns listade i Catalogue of Life.